# Priscilla Shirer
Priscilla Shirer (Dallas, 31 de dezembro se 1974) é uma evangelista americana  evangélica não-denominacional, atriz, autora e diretora da organização Going Beyond Ministries.

## Biografia
Filha do pastor Tony Evans, da Igreja Oak Cliff Bible Fellowship Church, Priscilla nasceu em 31 de dezembro de 1974 em Dallas. Ela estudou no Seminário Teológico de Dallas e obteve um mestrado em Estudos Bíblicos.  Ela se casou em 1999 com Jerry Shirer. 

### Carreira
Em 2010, ela fundou a organização Going Beyond Ministries.  Em 2015, ela estrelou seu primeiro filme Quarto de Guerra.  Em 2018, ela tocou em "Eu Só Posso Imaginar" e em 2019, ela tocou em Mais que Vencedores. 

### Filmografia
- 2015 : Quarto de Guerra, atriz
- 2018 : Eu Só Posso Imaginar, atriz
- 2019 : Mais que Vencedores, atriz
- 2024: A Forja - O poder da transformação, atriz